# TPL FVG
La TPL FVG s.c.a.r.l. (acronimo di Trasporto Pubblico Locale - Friuli Venezia Giulia) è il consorzio gestito dalla regione autonoma Friuli-Venezia Giulia che gestisce il trasporto pubblico locale della regione stessa.

## Storia

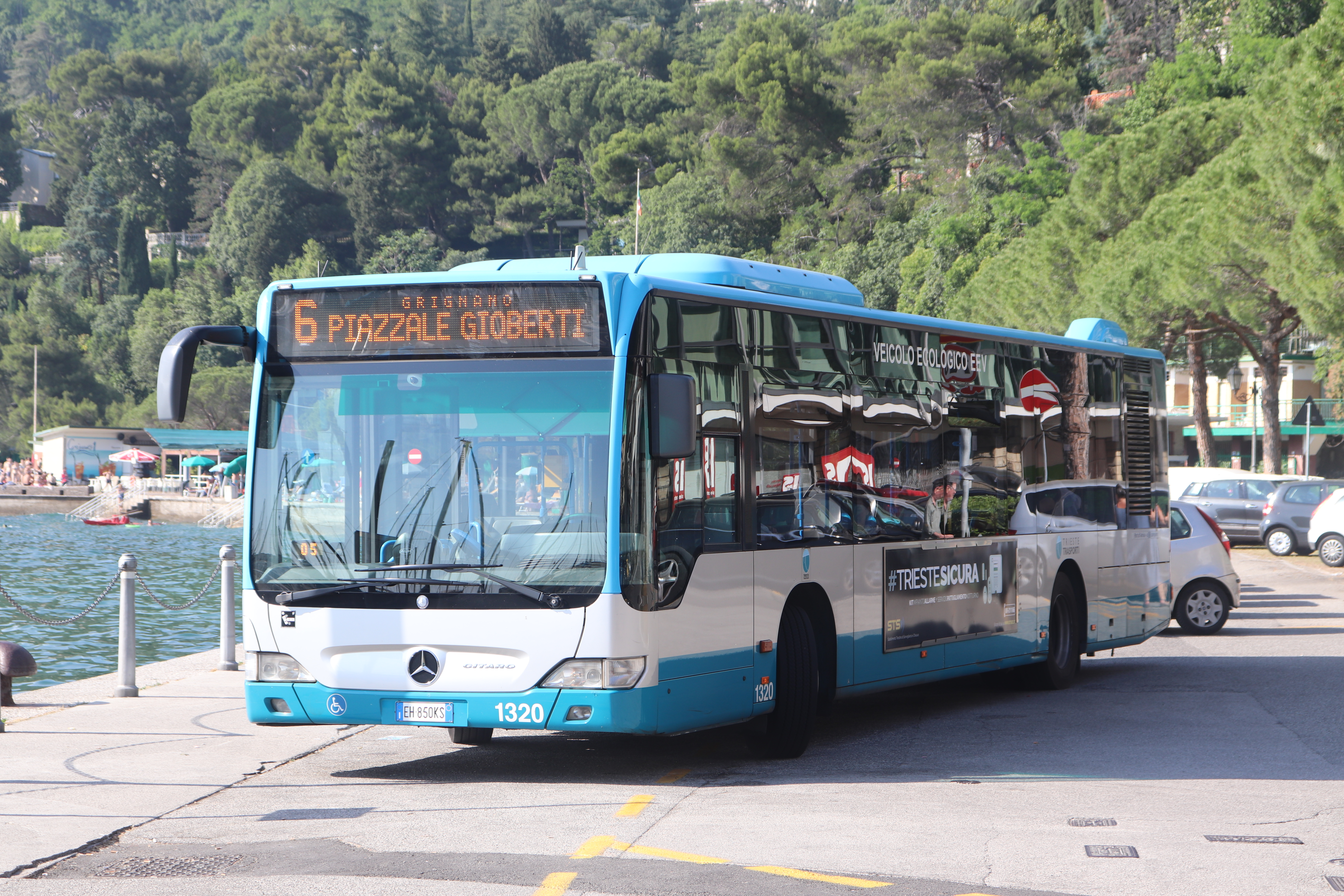
Bus della linea 6 di Trieste in sosta al capolinea di Grignano

L'azienda nasce nel 2020 dall'insieme delle quattro aziende di trasporto che operano nelle quattro rispettive province: Trieste Trasporti, APT Gorizia, Arriva Udine (ex SAF) ed ATAP Pordenone.

## Gestione

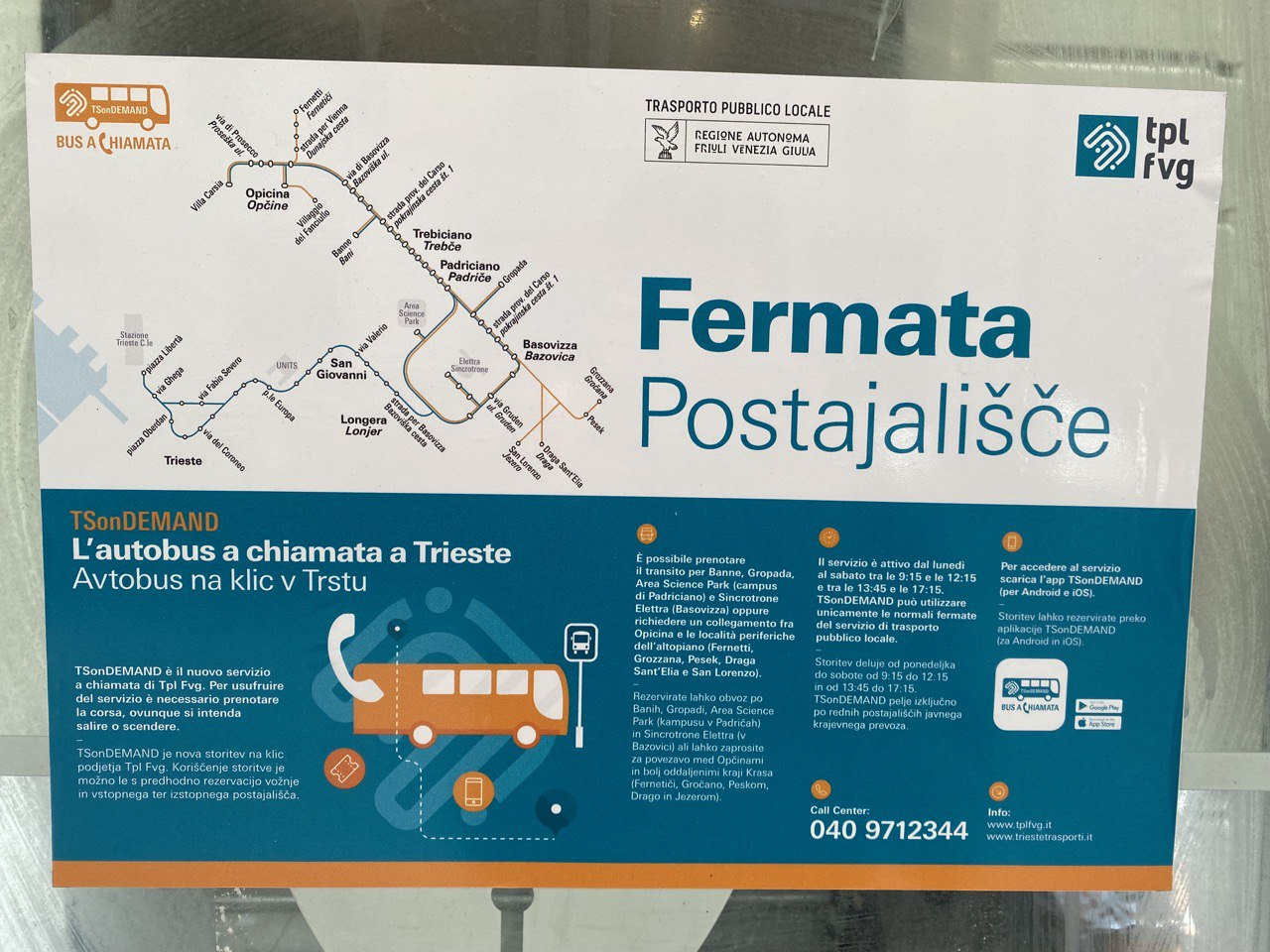
Servizio di bus a chiamata "TSonDemand" nel carso triestino. Possibile notare in alto a destra il nuovo logo.

Il consorzio gestisce il trasporto autobus e tranviario e via mare urbano (norro) di Trieste, Monfalcone, Gorizia, Udine, Lignano Sabbiadoro e Pordenone. L'unica linea tranviaria in gestione all'azienda è la trenovia di Opicina.